# Andreas Ritter (Sportfunktionär)

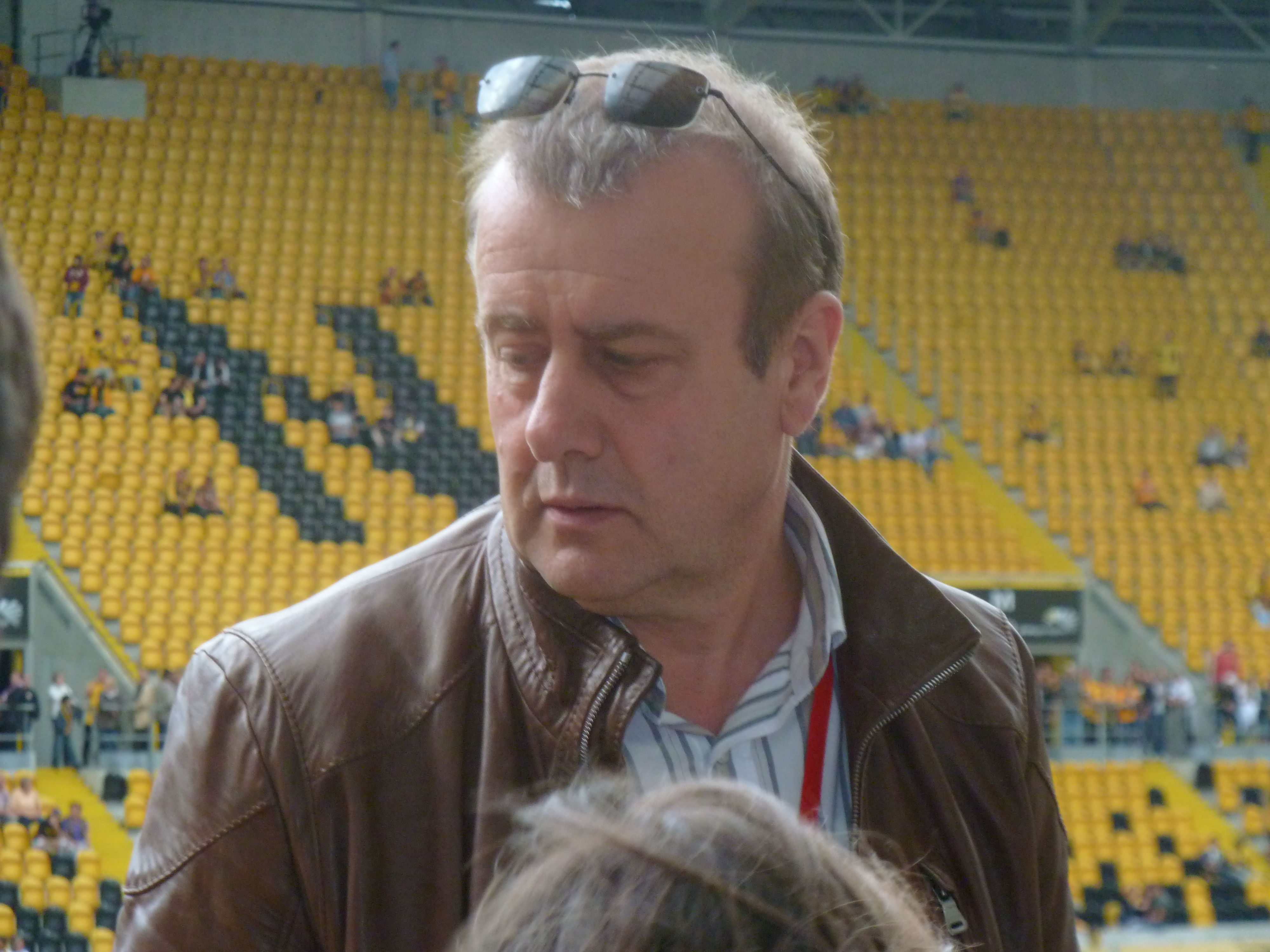
Andreas Ritter (2011)

Andreas Ritter (* 24. Januar 1962 in Freital) ist ein deutscher Sportfunktionär. Von 2010 bis 2018 war er Präsident des Fußballvereins Dynamo Dresden.

## Leben
Ritter absolvierte eine Ausbildung zum Maschinen- und Anlagenmonteur, arbeitete in diesem Beruf jedoch nur kurze Zeit und wechselte zum Deutschen Roten Kreuz. Dort war er zunächst mit dem Bereich Aus- und Weiterbildungen betraut, gegenwärtig (2021) ist er Vorstandsvorsitzender des DRK-Kreisverbandes Freital.
2003 wurde er Vereinsmitglied beim Fußballverein Dynamo Dresden, im November 2010 wurde er zum Präsidenten gewählt. Zuvor war er bereits als Vizepräsident tätig. Die nach seiner Wahl folgenden Jahre waren maßgeblich durch die finanzielle Sanierung des Vereins geprägt, u. a. gelang die Rückzahlung des „Kölmel-Darlehens“ sowie die vollständige Schuldentilgung. Die Mitgliederversammlung des Vereins wählte Ritter mehrfach mit Zustimmungswerten von über 90 % wieder, zuletzt auf der Mitgliederversammlung am 11. November 2017 mit 668 von 738 Stimmen (= 90,5 %) für weitere drei Jahre. Er war damit der am längsten amtierende Präsident Dynamo Dresdens seit der deutschen Wiedervereinigung. Nachdem es im September 2018 zu Verwerfungen zwischen dem Präsidium des Vereins und den Fans gekommen war, trat das Präsidium geschlossen zurück. Ritters Nachfolger auf dem Posten des Vereinspräsidenten wurde Holger Scholze, der diese Position zunächst im Übergangspräsidium bekleidet hatte und am 19. Dezember 2018 im Rahmen einer außerordentlichen Mitgliederversammlung gewählt wurde.